# Eburia aegrota
Eburia aegrota là một loài bọ cánh cứng trong họ Cerambycidae.